# Holisztika
A holisztika az elemzés, rendszerértelmezés egy módszere, illetve szemléleti módja. A tudományos elemzésben a holisztikus elemzés egy rendszernek vagy a rendszer egy vetületének egészét vizsgálja, hasonlítja vagy azonosítja.

## Jelentése
Holo- görög eredetű (ὅλος / hólos)  tudományos értelemben használt szó‑előtag. Jelentése teljes, egész.

## Tudományos alkalmazása
A daktiloszkópiában az azonossági pontok számszerű kategóriái mellett a leggyakoribb vizsgálati mód a holisztikus elemzés, amikor az ujjlenyomatok egész képét hasonlítják össze.
A közgazdaságtan makrogazdasági szakterületén a holisztikus az egyik legfontosabb szemléleti mód. A piac szereplői arra törekednek, hogy minél több információt figyelembe tudjanak venni a hosszútávú szerződések viszonylatában, de a meglepetések vagy manipulációk így is komoly károkat tudnak okozni.
A mérnöki tudományokban is alkalmazható a holisztikai szemlélet bonyolult mérnöki szerkezetek, pl. hajók tervezésekor. Ez a módszer röviden: kiválasztjuk a kívánt hajótípust és elemezzük az ezen típusjegyekkel épült hajók főbb jellemzőit, kiválasztjuk a kívánt jellemzőket, paramétereket. Majd megtervezzük ezekkel a kiválasztott jellemzőkkel, paraméterekkel rendelkező hajót. Az olyan hajók, amelyek pl. egy-egy hajóút paraméterein való közlekedésre alkalmasak (ilyenek a Suezmax, a neopost-Panamax, Quatarmax, stb. méretű hajók), szinte csak ezzel az összegző módszerrel tervezhetők meg a tervezés korai fázisában.
A kulturális antropológiai megközelítés egyik megkülönböztető jellemzője a holisztikus szemléletmód. Eszerint egy vizsgált populáció egy eleme csak kis része a szokások, értékek, a hit és az attitűdök stb. teljes rendszerének. A rendszer bármely kiragadott aspektusa a többitől elkülönítve nem érthető meg, az önmagában jelentéssel nem bír, s csak más feltárt aspektusokban való viszonyában értelmezhető. Némely egzotikus szokás kiragadottan vizsgálva idegennek és zavarónak tűnik, de értelmezhetővé válik, ha megértjük a kontextusukat, ha tisztázzuk egy nagyobb rendszerben betöltött funkciójukat.

## Politika
A hadtudományban széles körben elterjedt és jól alkalmazható a holisztikus szemlélet. Idézet egy a NATO-ról szóló tanulmányból: „...A NATO katonai erő alkalmazásának holisztikus megközelítése azt hozza magával, hogy egyidejűleg kell készen állni a válságmegelőzés, a válságkezelés, a békefenntartás, a béketeremtés, a katasztrófaelhárítás és a humanitárius segítségnyújtás feladataira...”
Az ökológia és a környezetvédelem számos példát ad holisztikus elemzésekre. Az 1987-es Brundtland-jelentésben például az emberi társadalom  problémáiról, a környezet és a fejlődés összefüggő kérdéseiről találhatunk egy holisztikus tanulmányt. A jelentés hiányosságaként emlegetik ugyanakkor, hogy nem elemezte elég mélyrehatóan a környezet eltartóképességét, és nem fordított figyelmet a környezettudatos szemlélet terjesztésére sem.

## Holisztika a vallásban
A holisztikus elv legátfogóbb vallási szemlélete a panteizmus elnevezésű irányzatban érvényesül. A panteizmus szerint a világ (minden apró eleme) és Isten egy és ugyanaz.

## Holisztikus gyógyítás
Az alternatív gyógyítási irányzatok divatos kifejezése. A holisztikus gyógyítás során az orvos arra törekszik, hogy a beteget ne csak a tünetei vagy a szervei állapota alapján gyógyítsa, hanem a páciens általános fizikai és pszichés állapotát, környezetét, az orvossal való együttműködésének problémáit is fel kívánja tárni.
Részlegesen holisztikus egy gyógyítási eljárás abban az esetben, ha a beteget magát holisztikus módon vizsgálták, de  környezetét részletesen nem tárták fel. A teljes holisztikus elemzésnek általában jogi akadályai is vannak. Ilyenek az adatkezelési szabályok, a magánlakás sérthetetlensége, a családi és anyagi körülmények adatkezelése, stb. Ezek természetesen nem áthidalhatatlanok, de a gyógyítónak a vizsgálat előtt tisztáznia kell ezeket a jogi előírásokat és a páciensnek is hozzá kell járulnia életkörülményeinek ilyen mélységű vizsgálatához.
A holisztikus gyógyítást gyakran úgy tüntetik fel, mintha az az alternatív gyógyászat sajátja volna, míg a „hivatalos orvostudomány” kizárólag a tünetek kezelésére törekedne. Ezzel szemben azonban az orvostudomány is vizsgálja a betegségek komplex hatásait, a holisztikus szemléletet számos tudományosan elfogadott pszichoterápia is alkalmazza, és az orvos-beteg kapcsolat problémáit az orvosi egyetemeken is oktatják. Egy angliai felmérés szerint a megkérdezett „holisztikus” természetgyógyászok többsége a malária ellen kizárólag gyógyszeres kezelést ajánlott, és szót sem ejtettek az olyan egyszerű megelőzési módokról, mint például a szúnyogháló. A megkérdezett hivatásos orvosok körében ez az arány éppen ellentétes volt.